# Bataille de Vérone (403)
Déclin de l'Empire romain d'Occident
Batailles
- Pollentia (402)
- Vérone (403)
- Fiesole (405/406)
- Passage du Rhin (406)
- Mayence (406)
- Rome (410)
- Carthage (439)
- Champs Catalauniques (451)
- Rome (455)
- Sinuessa (458)
- Carthagène (460)
- Orléans (463)
- Cap Bon (468)

La bataille de Vérone a lieu au début de l'été 403. Elle oppose les armées romaines du généralissime Stilicon, régent de l'Empire d'Occident, à celles du roi des Wisigoths Alaric. La victoire de Stilicon permet aux Romains de chasser les Wisigoths d'Italie après deux ans de guerre.

## La bataille
En 401, les Wisigoths du roi Alaric, installés à la suite du fœdus de 382 en Illyrie, sur le territoire de l'Empire romain, par Théodose (Ier), se révoltent contre l'Empire romain d'Occident et envahissent l'Italie.
Ils pillent Aquilée et assiègent la ville de Milan où réside l'empereur Honorius ; mais l'arrivée du régent Stilicon, qui fait office de dirigeant effectif de l'Empire, incite Alaric à lever le siège.
Il poursuit donc sa campagne à travers la plaine du Pô, en direction d'Asti, mais est rattrapé par les armées du généralissime Stilicon, renforcées de contingents prélevés à la hâte des légions de Gaule et de Bretagne. Le 6 avril 402, les deux armées s'affrontent, lors de la bataille de la plaine de Pollentia : les troupes de l'Empire remportent à cette occasion une nette victoire sur les Wisigoths ; toutefois, les soldats d'Alaric demeurent suffisamment nombreux pour que leur roi refuse d'évacuer immédiatement l'Italie.
Ainsi, si Alaric se retire vers ses territoires en Pannonie, il continue de mettre  à sac les villes sur son parcours, tout en évitant soigneusement le moindre affrontement sérieux avec les forces du régent. Au début de l'été 403, les Wisigoths assiègent la ville de Vérone, en Vénétie, mais sont rattrapés par Stilicon avant que la ville fortifiée ne tombe entre leurs mains. Une nouvelle bataille rangée s'engage : encore une fois, les Romains sortent victorieux du combat, à tel point que celui-ci manque de se solder par la capture d'Alaric. Dès lors, le roi wisigoth n'est plus en mesure de prétendre continuer son expédition militaire. Il se replie aussi tôt que possible en Illyrie, quittant ainsi le territoire de l'Italie.
Cette victoire est commémorée avec faste : Stilicon et son empereur célèbrent un triomphe à Rome, et organisent des festivités grandioses. Cette victoire permet au régent d'éviter un siège voire un sac de Rome, qui était l'objectif du roi des Wisigoths.